# Stenopterygia rufitincta
Stenopterygia rufitincta là một loài bướm đêm trong họ Noctuidae.